# Eiwitdomein
Een eiwitdomein is een geconserveerd onderdeel van een eiwit met een specifieke ruimtelijke structuur dat zelfstandig kan functioneren en evolueren. Een eiwitdomein kan zichzelf stabiliseren en vouwt zich vaak onafhankelijk van de rest van de eiwitketen. De meeste eiwitten bestaan uit meerdere structurele domeinen. Gedurende de moleculaire evolutie worden eiwitdomeinen gerecombineerd en herordend tot nieuwe structuren zodat eiwitten ontstaan met nieuwe functies.
Over het algemeen hebben eiwitdomeinen een lengte van tussen de 50 aminozuren tot 250 aminozuren. De kortste domeinen, zoals zinkvingers, worden gestabiliseerd door metaalionen of zwavelbruggen. Veel eiwitdomeinen zijn niet uniek voor het door een gen gecodeerde eiwit en komen voor in veel verschillende eiwitten. Zo kan een domein één functie van een multifunctioneel eiwit faciliteren, bijvoorbeeld een calciumbindend domein in calmoduline. Omdat ze zelfstandig stabiel zijn kunnen domeinen met genetische technologie overgebracht worden van het ene naar het andere eiwit. 
Domeinen worden vaak genoemd en onderscheiden in overeenstemming met de biologische functie van het eiwit waar ze in voorkomen. Men onderscheidt de onderstaande eiwitdomeinen:
- α-helix
- β-sheet-domeinen
- DNA-bindingsdomeinen
- eiwit-helix-domeinen
- haarspeldbocht-domeinen
- helix-draai-helix
- hydrofobe domeinen
- P-lus-domeinen
- Rossman-vouw-domeinen
- Zinkvinger-domeinen
- bèta-vat-domeinen